# Trachycarpus latisectus
Trachycarpus latisectus är en enhjärtbladig växtart som beskrevs av Spanner, Noltie och Martin Gibbons. Trachycarpus latisectus ingår i släktet Trachycarpus och familjen Arecaceae. Inga underarter finns listade i Catalogue of Life.